# Gimel (litera)

Fenickie gimel

Arabskie gimel

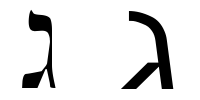
Hebrajska litera gimel w kroju pisma: nowoczesnym bezszeryfowym (po prawej) i tradycyjnym (po lewej stronie)

Gimel (arab. ‏ج‎, hebr. ‏ג‎) – trzecia litera alfabetów semickich, m.in. fenickiego, aramejskiego, arabskiego (ǧīm), hebrajskiego.
W hebrajskim odpowiada liczbie 3 i oznacza spółgłoskę [g], jak w ‏גר‎ (trb. gar) „mieszkam”.